# سیارک ۳۱۲۳۲
سیارک ۳۱۲۳۲ (به انگلیسی: 31232 Slavonice، نامگذاری:1998CF) سی و یک هزار و دویست و سی و دومین سیارک کشف شده‌است که در ۱ فوریه ۱۹۹۸ کشف شد.